# 高円宮杯 JFA U-18サッカーリーグ
高円宮杯 JFA U-18サッカーリーグ（たかまどのみやはい ジェイエフエイ アンダーエイティーン サッカーリーグ）は、2011年から開催されている日本の第2種登録チーム（高校生年代）が参加する男子サッカーのリーグ戦である。
2010年まで開催されていた高円宮杯全日本ユース(U-18)サッカー選手権大会の実質的な後身である。

## 概要
すべての第2種登録チーム（U-18=高校生年代の選手によるチーム）に参加資格があるリーグ戦である。1990年から2010年まで行われてきた高円宮杯全日本ユース(U-18)サッカー選手権大会（以下、便宜上「旧高円宮杯」と記す）をリニューアルする形で、2011年に高円宮杯U-18サッカーリーグ（たかまどのみやはい アンダーエイティーン サッカーリーグ）として開始された。大会名は当主（高円宮憲仁親王）が1987年から日本サッカー協会 (JFA) の名誉総裁を務めている高円宮家から優勝杯（高円宮杯）が下賜されていることに由来する。また、2017年11月1日に日本サッカー協会 (JFA) が発表した「JFAブランディング」の一環としてJFA主催の2018年以降全ての大会名称に "JFA" の文字を加えること となったことから、2018年大会から現在の大会名となっている。
全国を東西に分けて実施するプレミアリーグを最高位とし、続いて全国を9地区に分けて実施するプリンスリーグ、さらにその下に都道府県別のリーグ（都道府県によっては、さらにその下に地区別のリーグ）が設定され、それぞれの間で成績によって昇降格が行われる。プレミアリーグの2地区の優勝チームが、年間王者の座を賭けて決定戦（プレミアリーグ ファイナル）を行う。

### 創設の経緯
第2種（ユース）世代によるリーグ戦としては、関東地区の有力校同士のリーグ戦として行われてきた関東スーパーリーグなどがあったが、これを発展させる形で、2003年にJFAの行動計画「キャプテンズ・ミッション」の一環として、全国9地区ごとの第2種世代によるリーグ戦「JFAプリンスリーグ (U-18)」（現・高円宮杯 JFA U-18サッカープリンスリーグ）を創設。これが旧高円宮杯の第14回大会の地区予選を兼ねることとなった。さらに、2005年の第16回大会からは本大会にグループリーグ方式が導入されるなどの改革が進められた。
この流れをさらに推し進める形で、2011年に旧高円宮杯をリーグ戦形式に改めることを決定。2011年3月17日のJFA理事会で、プリンスリーグを含めて第2種年代のリーグ戦を「高円宮杯U-18サッカーリーグ」でブランディングすることとした。

### 特色
第2種登録チームには全国高等学校体育連盟（高体連）所属の高校サッカーチームと、日本クラブユースサッカー連盟 (JCY) 所属のクラブチームがあり、JCY所属クラブの中に日本プロサッカーリーグ（Jリーグ）加盟クラブの2種登録チームがあるが、これらが同じレギュレーションにより対戦する大会である。高体連所属チームは全国高等学校サッカー選手権大会と全国高校総体（インターハイ）、JCY所属クラブは日本クラブユースサッカー選手権 (U-18)大会とJリーグユース選手権大会（Jユースカップ）というそれぞれのカテゴリで日本一を争う大会があるが、高体連所属チームがJCYの大会に、JCY所属クラブが高体連の大会に参加することはできず、お互いの実力を比べられる公式戦としては唯一の存在となっている。
また、高体連の2大会、JCYの2大会、さらには旧高円宮杯はいずれもカップ戦であり、一発勝負のノックアウトトーナメント方式で行われているが、高円宮杯U-18サッカーリーグは年間を通したリーグ戦により争われる。この点について、2019年のプレミアリーグに参戦する流通経済大学付属柏高校監督の本田裕一郎は同じく2019年のプレミアリーグに参戦する青森山田高校監督の黒田剛との対談で「カップ戦のような一発勝負では、（勝利が必須となるため）選手に負担をかけてしまうなど悪影響もあった」「リーグ戦では『今回の敗戦を次のゲームで取り返そう』という姿勢になれる。練習、試合、練習のサイクルが根付いた点も大きい」と、リーグ戦を開催する意義を述べている。
さらに、年間を通じたリーグ戦とすることで、本来の競技規則の規定である「90分間（前後半45分ずつ）」というレギュレーションにより試合を実施することが可能になるほか、試合間隔が空く（連戦ではない）ことで試合ごとにベンチメンバーの大幅な入れ替えが可能になり、より多くの選手に出場機会を与えることができるというメリットもある。
なお、2014年までは2種チームが天皇杯全日本サッカー選手権大会に出場することが可能であったが、天皇杯サッカーの各都道府県予選大会への高校生チーム（県協会2種登録チーム）の出場条件は、都道府県によって若干事情が異なるが、特に高校サッカー部については年間スケジュールの関係上、天皇杯専用としての予選が行われていないところが多く、天皇杯都道府県予選出場チームのエントリー決定直前に実施されたプリンスリーグに参加した当該都道府県所属の最上位チームにその資格を与えている場合があった。したがって、このような選考方式を採っている都道府県の場合は、高校生チーム（高校サッカー部とクラブチームの双方）が天皇杯に出場するためには先ずプリンスリーグに参加することが必須で、さらにその上で所定の成績を収めることが最低条件になる。

## リーグ構成（2025年）
| 部            | リーグ                                                                                            | リーグ                                                                                            | リーグ                                                                                            | リーグ                                                                                            | リーグ                                                                                            | リーグ                                                                                            | リーグ                                                                                            | リーグ                                                                                            | リーグ                                                                                            | リーグ                                                                                            |
| ------------- | ------------------------------------------------------------------------------------------------- | ------------------------------------------------------------------------------------------------- | ------------------------------------------------------------------------------------------------- | ------------------------------------------------------------------------------------------------- | ------------------------------------------------------------------------------------------------- | ------------------------------------------------------------------------------------------------- | ------------------------------------------------------------------------------------------------- | ------------------------------------------------------------------------------------------------- | ------------------------------------------------------------------------------------------------- | ------------------------------------------------------------------------------------------------- |
| -             | 高円宮杯 JFA U-18サッカープレミアリーグ ファイナル 東西のプレミアリーグ優勝チーム同士による決定戦 | 高円宮杯 JFA U-18サッカープレミアリーグ ファイナル 東西のプレミアリーグ優勝チーム同士による決定戦 | 高円宮杯 JFA U-18サッカープレミアリーグ ファイナル 東西のプレミアリーグ優勝チーム同士による決定戦 | 高円宮杯 JFA U-18サッカープレミアリーグ ファイナル 東西のプレミアリーグ優勝チーム同士による決定戦 | 高円宮杯 JFA U-18サッカープレミアリーグ ファイナル 東西のプレミアリーグ優勝チーム同士による決定戦 | 高円宮杯 JFA U-18サッカープレミアリーグ ファイナル 東西のプレミアリーグ優勝チーム同士による決定戦 | 高円宮杯 JFA U-18サッカープレミアリーグ ファイナル 東西のプレミアリーグ優勝チーム同士による決定戦 | 高円宮杯 JFA U-18サッカープレミアリーグ ファイナル 東西のプレミアリーグ優勝チーム同士による決定戦 | 高円宮杯 JFA U-18サッカープレミアリーグ ファイナル 東西のプレミアリーグ優勝チーム同士による決定戦 | 高円宮杯 JFA U-18サッカープレミアリーグ ファイナル 東西のプレミアリーグ優勝チーム同士による決定戦 |
| 1             | 高円宮杯 JFA U-18サッカープレミアリーグ 東西に分けて行うリーグ戦                                  | 高円宮杯 JFA U-18サッカープレミアリーグ 東西に分けて行うリーグ戦                                  | 高円宮杯 JFA U-18サッカープレミアリーグ 東西に分けて行うリーグ戦                                  | 高円宮杯 JFA U-18サッカープレミアリーグ 東西に分けて行うリーグ戦                                  | 高円宮杯 JFA U-18サッカープレミアリーグ 東西に分けて行うリーグ戦                                  | 高円宮杯 JFA U-18サッカープレミアリーグ 東西に分けて行うリーグ戦                                  | 高円宮杯 JFA U-18サッカープレミアリーグ 東西に分けて行うリーグ戦                                  | 高円宮杯 JFA U-18サッカープレミアリーグ 東西に分けて行うリーグ戦                                  | 高円宮杯 JFA U-18サッカープレミアリーグ 東西に分けて行うリーグ戦                                  | 高円宮杯 JFA U-18サッカープレミアリーグ 東西に分けて行うリーグ戦                                  |
| 1             | イースト 12チーム                                                                                 | イースト 12チーム                                                                                 | イースト 12チーム                                                                                 | イースト 12チーム                                                                                 | イースト 12チーム                                                                                 | ウエスト 12チーム                                                                                 | ウエスト 12チーム                                                                                 | ウエスト 12チーム                                                                                 | ウエスト 12チーム                                                                                 | ウエスト 12チーム                                                                                 |
| 2 (2-3)       | 高円宮杯 JFA U-18サッカープリンスリーグ 全国9地域に分けて行うリーグ戦                             | 高円宮杯 JFA U-18サッカープリンスリーグ 全国9地域に分けて行うリーグ戦                             | 高円宮杯 JFA U-18サッカープリンスリーグ 全国9地域に分けて行うリーグ戦                             | 高円宮杯 JFA U-18サッカープリンスリーグ 全国9地域に分けて行うリーグ戦                             | 高円宮杯 JFA U-18サッカープリンスリーグ 全国9地域に分けて行うリーグ戦                             | 高円宮杯 JFA U-18サッカープリンスリーグ 全国9地域に分けて行うリーグ戦                             | 高円宮杯 JFA U-18サッカープリンスリーグ 全国9地域に分けて行うリーグ戦                             | 高円宮杯 JFA U-18サッカープリンスリーグ 全国9地域に分けて行うリーグ戦                             | 高円宮杯 JFA U-18サッカープリンスリーグ 全国9地域に分けて行うリーグ戦                             | 高円宮杯 JFA U-18サッカープリンスリーグ 全国9地域に分けて行うリーグ戦                             |
| 2 (2-3)       | 北海道 8チーム                                                                                    | 東北 10チーム                                                                                     | 関東 1部：10チーム 2部：10チーム                                                                  | 北信越 1部：10チーム 2部：8チーム                                                                 | 東海 10チーム                                                                                     | 東海 10チーム                                                                                     | 関西 1部：10チーム 2部：10チーム                                                                  | 中国 10チーム                                                                                     | 四国 10チーム                                                                                     | 九州 1部：10チーム 2部：10チーム                                                                  |
| 3以上 (4以上) | 高円宮杯 JFA U-18サッカー都道府県リーグ 各都道府県にて行うリーグ戦                                | 高円宮杯 JFA U-18サッカー都道府県リーグ 各都道府県にて行うリーグ戦                                | 高円宮杯 JFA U-18サッカー都道府県リーグ 各都道府県にて行うリーグ戦                                | 高円宮杯 JFA U-18サッカー都道府県リーグ 各都道府県にて行うリーグ戦                                | 高円宮杯 JFA U-18サッカー都道府県リーグ 各都道府県にて行うリーグ戦                                | 高円宮杯 JFA U-18サッカー都道府県リーグ 各都道府県にて行うリーグ戦                                | 高円宮杯 JFA U-18サッカー都道府県リーグ 各都道府県にて行うリーグ戦                                | 高円宮杯 JFA U-18サッカー都道府県リーグ 各都道府県にて行うリーグ戦                                | 高円宮杯 JFA U-18サッカー都道府県リーグ 各都道府県にて行うリーグ戦                                | 高円宮杯 JFA U-18サッカー都道府県リーグ 各都道府県にて行うリーグ戦                                |

## プレミアリーグ
全国24チーム（2021年までは20チーム）を東西に分け（分け方は年によって異なる）、12チームずつのホーム・アンド・アウェー形式で年間を通じ開催される。
2025年現在の制度では、プレミアリーグの東西それぞれの11位以下（下位2チームずつ）がプリンスリーグに降格し、プリンスリーグのチームによるプレーオフを勝ち上がったチームと入れ替わる。

## プリンスリーグ
2010年まで開催されたJFAプリンスリーグU-18を引き継ぐ形で、全国9地域に分けて開催される。レギュレーションは地域によって異なりホーム・アンド・アウェー形式の地域と違う地域に分かれる。9地域の上位チームが「プレミアリーグプレーオフ」（2017年までは「プレミアリーグ参入戦」）を戦い、合計4チーム（2021年・2022年は6チーム）がプレミアリーグに昇格する。
| リーグ               | 参加都道府県                                                     |
| -------------------- | ---------------------------------------------------------------- |
| プリンスリーグ北海道 | 北海道                                                           |
| プリンスリーグ東北   | 青森県、岩手県、宮城県、秋田県、山形県、福島県                   |
| プリンスリーグ関東   | 茨城県、栃木県、群馬県、埼玉県、千葉県、東京都、神奈川県、山梨県 |
| プリンスリーグ北信越 | 新潟県、富山県、石川県、福井県、長野県                           |
| プリンスリーグ東海   | 岐阜県、静岡県、愛知県、三重県                                   |
| プリンスリーグ関西   | 滋賀県、京都府、大阪府、兵庫県、奈良県、和歌山県                 |
| プリンスリーグ中国   | 鳥取県、島根県、岡山県、広島県、山口県                           |
| プリンスリーグ四国   | 徳島県、香川県、愛媛県、高知県                                   |
| プリンスリーグ九州   | 福岡県、佐賀県、長崎県、熊本県、大分県、宮崎県、鹿児島県、沖縄県 |

## 都道府県リーグ
レギュレーションは都道府県ごとに異なる。基本的にホーム・アンド・アウェー形式では行われない。
北海道については、都道府県1つ（北海道）のみでプリンスリーグが構成されており、プリンスリーグの下位に全道リーグ「北海道FAリーグ」、さらにその下位に北海道を5地区に区分した「ブロックリーグ」が設けられている（高円宮杯 JFA U-18サッカープリンスリーグ北海道を参照）。

## 協賛団体
2023年大会よりJFA最高位カテゴリーの「オフィシャルパートナー」とそれに次ぐ「オフィシャルサプライヤー」が協賛。

### JFAオフィシャルパートナー
- キリン

### JFAオフィシャルサプライヤー
- アディダス

### JFAトーナメントパートナー[9]
- モルテン

### 注記
1. ↑  日本サッカー協会では、「大会ガイドライン」[8] として、試合時間について「U-18の場合は、リーグ戦では45分×2。連戦の場合は40分×2とします」との目安を示している。また、第1種（社会人）カテゴリでも、連戦となるトーナメント戦では本来より短い「40分×2」の試合時間が導入されている大会もある（全国社会人サッカー選手権大会など）。